# Torsten Zuberbier
Torsten Zuberbier (* 28. Februar 1962 in Hamburg) ist ein deutscher Dermatologe und Allergologe.

## Ausbildung
Nachdem er das Abitur 1981 abgelegt hatte, studierte Torsten Zuberbier von 1983 bis 1990 Humanmedizin an der Freien Universität Berlin. Von 1990 bis 1994 erhielt er die Facharztausbildung in der Abteilung für Dermatologie am Virchow-Klinikum, Berlin, wurde dort 1995 Oberarzt und habilitierte 1996 über Differenzierung und Funktionsverhalten menschlicher Mastzellen.

## Berufliche Tätigkeiten
1996 wurde Zuberbier zum Leiter des Bereichs Allergologie an der Klinik für Dermatologie, Venerologie und Allergologie der Charité ernannt. Im September 2001 wurde ihm eine außerplanmäßige Professur verliehen. 2003 erhielt er den Ruf auf eine Stiftungsprofessur (C4) für Allergie-Folgenforschung und wurde im selben Jahr Leiter der Europäischen Stiftung für Allergieforschung ECARF an der Klinik für Dermatologie, Venerologie und Allergologie, Charité in Berlin. Seit Oktober 2004 leitet er das Allergie-Centrum-Charité am Standort Hautklinik in Berlin-Mitte. 2012 wurde er nach dem vorzeitigen Ausscheiden von Professor Wolfram Sterry aus der Klinikleitung zum geschäftsführenden Direktor der Klinik für Dermatologie und Allergologie der Charité gewählt und war in dieser Funktion bis 2017 tätig. Danach konzentrierte sich Zuberbier ganz auf die Allergologie und wurde 2021 zum Direktor des an der Charité neu gegründeten Instituts für Allergieforschung berufen. Ebenfalls 2021 erfolgte die Gründung des Fraunhofer Standorts für Allergologie und Immunologie des Fraunhofer-Instituts für Translationale Medizin und Pharmakologie ITMP, dem er als Direktor vorsteht.

## Forschung
Schwerpunkte der wissenschaftlichen Arbeit Zuberbiers sind Urticaria, Neurodermitis, Atemwegs- und Nahrungsmittelallergien, Mastozytose und die Allergische Rhinitis. Seine experimentelle Grundlagenforschung konzentriert sich auf Mastzellen in Haut- und Schleimhäuten sowie auf allergische Prozesse.

## Privates
Zuberbier ist verheiratet und hat zwei Kinder.

## Ehrungen
- Ehrendoktorwürde der Universität Athen (Januar 2012)

## Schriften (Auswahl)
- als Mitautor: Development and validation of an electronic daily control score for asthma (e-DASTHMA): a real-world direct patient data study. In: Lancet Digit Health. 2023 Apr;5(4):e227-e238.
- Chronic urticaria: unmet needs, emerging drugs, and new perspectives on personalised treatment. Zuberbier T, Ensina LF, Giménez-Arnau A, Grattan C, Kocatürk E, Kulthanan K, Kolkhir P, Maurer M. In: Lancet. 2024 Jul 27;404(10450):393-404
- als Mitautor: Artificial Intelligence-Supported Development of Health Guideline Questions. Sousa-Pinto B, Vieira RJ, Marques-Cruz M, Bognanni A, Gil-Mata S, Jankin S, Amaro J, Pinheiro L, Mota M, Giovannini M, de Las Vecillas L, Pereira AM, Lityńska J, Samolinski B, Bernstein J, Dykewicz M, Hofmann-Apitius M, Jacobs M, Papadopoulos N, Williams S, Zuberbier T, Fonseca JA, Cruz-Correia R, Bousquet J, Schünemann HJ. In: Ann Intern Med. 2024 Nov;177(11):1518-1529.
- als Mitautor: MASK-air® direct patient data support the ARIA-MeDALL hypothesis on allergic phenotypes. Bousquet J, Sousa-Pinto B, Regateiro FS, Pereira AM, Brussino L, Kvedariene V, Larenas-Linnemann DE, Taborda-Barata L, Ventura MT, Vieira RJ, Fonseca JA, Zuberbier T, Anto JM; ARIA Group. Allergy. 2023 Oct;78(10):2790-2794.
- Evaluation of the Immune Checkpoints, TIM-3 and PD-1, as well as Anti-Inflammatory Cytokines IL-10, and TGF-β along with Diseases Activity in Chronic Spontaneous Urticaria. Sadeghi H, Ghaffari J, Rajabi J, Golpour M, Zuberbier T, Fattahi S, Asgarian-Omran H, Rafiei A. In: Int J Mol Cell Med. 2024;13(1):64-78.
- als Mitautor: EAACI/GA²LEN/EDF/WAO guideline: definition, classification and diagnosis of urticarial. In: Allergy. 64(10), 2009, S. 1417–1426.
- als Mitautor: EAACI/GA²LEN/EDF/WAO guideline: management of urticarial. In: Allergy. 64(10), 2009, S. 1427–1443.
- mit J. Bousquet, E. Mantzouranis, A. Cruz, N. Aı¨t-Khaled, C. Baena-Cagnani, E. Bleecker, C. Brightling, P. Burney, C. Bush, W. Busse, T. Casale, M. Chan-Yeung, R. Chen, B. Chowdhury, K. F. Chung, R. Dahl, J. Drazen, L. M. Fabbri, S. Holgate, F. Kauffmann, T. Haahtela, N. Khaltaev, J. P. Kiley, M. R. Masjedi, Y. Mohammad, P. O’Byrne, M. Partridge, K. F. Rabe, A. Togias, C. van Weel, S. Wenzel und N. Zhong: Uniform definition of asthma severity, control, and exacerbations: Document presented for the World Health Organization Consultation on Severe Asthma. In: JACI. 126(5), 2010, S. 926–938.
- als Mitautor: How to design and evaluate randomized controlled trials in immunotherapy for allergic rhinitis: an ARIA-GA(2) LEN statement. In: Allergy. 66(6), 2011 Jun, S. 765–774.
- mit N. Novak, D. Thaci, M. Hoffmann, R. Fölster-Holst, T. Biedermann, B. Homey, K. Schaekel, J. A. Stefan, T. Werfel, T. Bieber und A. Sager: Subcutaneous immunotherapy with a depigmented polymerized birch pollen extract – a new therapeutic option for patients with atopic dermatitis. In: International Archives of Allergy and Immunology. 155(3), 2011, S. 252–256.
- Pharmacologic rationale for the treatment of chronic urticaria with second generation non-sedating antihistamines at higher-than-standard doses. In: JEADV. 2011.
- mit J. Lötvall, S. Simoens, S. V. Subramanian und M. K. Church: Economic burden of inadequate management of allergic diseases in the European Union: a GA2LEN review. In: Allergy. 69, 2014, S. 1275–1279.

## Mitgliedschaften
- Global Allergy and Asthma Excellence Network (GA²LEN) – Network of Excellence (Generalsekretär)
- European Centre for Allergy Research Foundation (ECARF) (Vorstandsvorsitzender)
- Deutsche Gesellschaft für Allergologie und klinische Immunologie (DGAKI)(Mitglied des Vorstands)
- Wissenschaftlicher Beirats des Allergieportals, Bundesministerium für Ernährung, Landwirtschaft und Verbraucherschutz (BMELV)
- European Academy of Allergology and Clinical Immunology (EAACI), Sektion Dermatologie
- Allergic Rhinitis and its Impact on Asthma (ARIA) (Mitglied des Vorstands)
- Communication Council, Special Committee: Allergy Diagnosis, der World Allergy Organisation (WAO)